# Дикий (фильм, 2016)
«Дикий» (маратхи सैराट, англ. Sairat) — индийский художественный фильм на языке маратхи режиссёра Награджа Манджуле, вышедший в прокат в 29 апреля 2016 года. Первый фильм на маратхи, собравший в прокате 50 крор, а затем 100 крор, и самый кассовый фильм за всю историю кинематографа на маратхи.

## Сюжет
Фильм рассказывает историю Прашанта Кале (Паршья), юноши из малой касты, и Арчаны Патил (Арчи), дочери богатого «представителя высшей касты». Паршья, хотя и беден, делает успехи в учёбе, хорошо читает и является капитаном и лучшим игроком местной команды по крикету. Арчи — сильная волевая девушка, которая также хороша в учёбе, но, что более важно, известна как упрямая девушка, которая любит «мужские» занятия, такие как вождение трактора или езда на мотоцикле «Royal Enfield Bullet». Из-за того они оба вместе учатся, они начинают медленно влюбляться друг друга. Вначале двоюродный брат по матери Арчи Манья пытается вмешаться и избить Паршью, но ему приказано держаться подальше от Арчи.
На праздновании дня рождения вспыльчивого младшего брата Арчи — Принца, влюблённых застаёт семья Арчи. Отец Арчи, обладающий политическими связями, переходит к избиению Паршьи и его друзей. В конце концов, понимая, что выхода нет, Арчи и Паршья пытаются сбежать. Однако ловит  полиция и берёт под стражу. Там отец Арчи заставляет полицию зарегистрировать ложную жалобу, в которой утверждалось, что Арчи подвергалась избиениям со стороны Паршьи и его друзей. Понимая это, Арчи вмешивается и отвергает жалобу, настаивая на том, чтобы Паршья и его друзья были освобождены. Однако вскоре после их освобождения, приспешники её отца начинают избивать Паршью и его друзей. Увидев это издалека, Арчи вмешивается и выхватывает пистолет у одного приспешников, угрожая выстрелить, если их не освободят. После этого Паршья и Арчи садятся в поезд и сбегают из небольшого городка в Хайдарабад.
В Хайдарабаде Арчи и Паршья доходят до отчаянья. Они пытаются снять жильё, но им отказывают, и пара остаётся ночевать на железнодорожной станции. Однажды ночью несколько человек приходят и будят их, настаивая на том, чтобы они пошли в полицейский участок. По пути они начинают бить Паршью, а другие пытаются изнасиловать Арчи. Тем не менее, женщина из соседних трущоб, Суман Акка вмешивается, размахивая палкой, и спасает двоих от мошенников.
Акка предлагает Паршье и Арчи остаться жить в свободной лачуге и помогает Арчи найти работу на ближайшей фабрике, а Паршья начинает работать поваром в киоске Акка. Арчи постепенно изучает язык телугу с помощью своей коллеги по заводу Пуджи. Арчи и Паршья перебиваются с хлеба на воду, пытаясь максимально использовать ситуацию с взаимной любовью. Первоначально Арчи ужасно скучает по дому, и в какой-то момент она покидает Паршью, чтобы вернуться домой на поезде, но передумывает и возвращается. Со временем Арчи и Парши женятся в офисе регистратора, где Акка и Пуджа выступают в качестве свидетелей. Когда Арчи забеременела, история передвигается на несколько лет вперёд.
Парши и Арчи теперь живут в лучшем месте и более обеспечены. Арчи звонит своей матери из строящегося комплекса, который они пришли посмотреть, а затем протягивает телефон своему маленькому сыну Акашу. После телефонного звонка брат Арчи и его родственники прибывают с подарками от матери, намекая на примирение. Акаш отправляется навестить соседа, а Арчи и Парши приглашают Принца и других гостей в квартиру и подают им чай.
Малыш возвращается с соседом и останавливается у порога. Дверь открыта, и ребёнок обнаруживает, что его родители были избиты до смерти. Напуганный и неспособный понять ужасную природу «убийств чести» он уходит, и на этом заканчивается фильм.

## В ролях
- Ринку Ранджгуру[англ.] — Арчана Патил, она же Арчи
- Акаш Тхосар — Прашант Кале, он же Паршья
- Танаджи Галгунде — Прадип Бансоде
- Арбаз Шейкх — Салим Шейкх
- Суреш Вишвакарма — отец Арчи
- Гита Чаван — мать Арчи
- Джиоти Субхаш — Сагуна Атия
- Чхая Кадам — Суман Акка
- Анджа Муле — Энни
- Рубина Инамдар — Сапна
- Дхананджай Нанаваре — Мангеш
- Сурадж Павар — Принц, младший брат Арчи
- Самбхаджи Тангде — отец Паршьи
- Ваибхави Пардеши — мать Паршьи

## Саундтрек
Вся музыка написана дуэтом композиторо Аджай-Атул.
| №  | Название                  | Исполнители                     | Длительность |
| -- | ------------------------- | ------------------------------- | ------------ |
| 1. | «Yad Lagla»               | Аджай Годавале                  | 5:14         |
| 2. | «Aatach Baya Ka Baavarla» | Шрея Гхошал                     | 5:34         |
| 3. | «Sairat Zaala Ji»         | Чинмайи Шрипада, Аджай Годавале | 6:09         |
| 4. | «Zingaat»                 | Аджай-Атул                      | 3:46         |

Также в качестве рингтона одного из героев в фильме был использован ускоренный ремикс песни американской певицы Брэнды Ли «Crazy Talk».

## Награды и номинации
- Специальное упоминание Национальной кинопремии — Ринку Раджгуру[3]

## Ремейки
На данный момент фильм переснят на пяти языках: Channa Mereya на панджаби, Manasu Mallige на каннада, в котором Ринку Ранджгуру повторила свою роль, Laila O Laila на ория и Noor Jahaan на бенгали (совместное производство с Бангладеш). «Дикий» также был переснят на хинди под названием Dhadak, после покупки прав Караном Джохаром. Фильм позиционировался как дебют Джанви Капур, дочери актрисы Шридеви, и Ишаана Хаттара, младшего брата Шахида Капура (хотя Хаттар годом ранее сыграл главную роль в Beyond the Clouds). Dhadak был выпущен в прокат 20 июля 2018 года, спустя пять месяцев после гибели Шридеви, так и не дождавшейся премьеры фильма, и немного отличается от оригинала сюжетом. Также помимо хиндиязычной ремейка, был снят телесериал под названием Jaat Na Poocho Prem Ki, который вышел в 2019 году.